# Roman Eremenko
Roman Eremenko (russisch Рома́н Алексеевич Ерёменко/Roman Alexejewitsch Jerjomenko; * 19. März 1987 in Moskau) ist ein in Russland geborener finnischer Fußballspieler. Der offensive Mittelfeldspieler, der auch als Außenstürmer agieren kann, ist aktuell vereinslos.

## Leben
Roman Eremenko wurde in der Sowjetunion geboren, aber zog bereits im Alter von drei Jahren nach Finnland um, als sein Vater Alexei Eremenko sr. begann für den FF Jaro in Jakobstad zu spielen. Diese Stadt in Ostbottnien ist traditionell überwiegend schwedischsprachig, und die neu zugezogene Familie assimilierte sich in die finnlandschwedische Kultur. Deshalb gilt Eremenko sowohl als Russe, Finne als auch Finnlandschwede.
2003 erhielt er die finnische Staatsbürgerschaft, besitzt aber weiterhin auch die russische. Seine Brüder Sergei und Alexei sind ebenfalls als Profispieler bekannt geworden.

## Karriere
Sein Profidebüt gab Eremenko 2004 im Alter von 17 Jahren für FF Jaro. Bereits 2005 war er einer der Schlüsselspieler des Teams. 2006 wechselte er zu Udinese Calcio. In der Hinrunde der Saison 2006/07 kam er nur auf sechs Einsätze, sodass man ihn für die Rückrunde zunächst an den AC Siena verlieh. 2007 verlängerte er seinen Vertrag bei Udinese bis 2012. Doch auch in seinem zweiten Jahr bei Udinese war er meist nur Bankdrücker. 2008 wurde er daher erneut verliehen, diesmal an Dynamo Kiew, wo er sich einen Stammplatz erobern konnte. Kiew nahm ihn daraufhin ab der Saison 2009/10 fest unter Vertrag. Nach drei Jahren beim russischen Erstligisten Rubin Kasan wechselte er zur Saison 2014/15 zu Vorjahresmeister PFK ZSKA Moskau.
Nachdem Eremenko nach dem Champions-League-Spiel gegen Bayer Leverkusen am 14. November 2016 positiv auf Kokain getestet worden war, wurde er für zwei Jahre gesperrt. Am 21. Juli 2017 bestätigte der CAS nach Eremenkos Einspruch die Sperre.
Seit 2022 spielt Eremenko wieder bei finnischen Vereinen.
Für die finnische Nationalmannschaft bestritt er 73 Länderspiele zwischen 2007 und 2016 und erzielte dabei fünf Tore.

## Erfolge
- Russischer Meister: 2013/14, 2015/16